# بوهدان پاکزیسکی
بوهدان پاکزیسکی (انگلیسی: Bohdan Paczyński; ۸ فوریهٔ ۱۹۴۰ – ۱۹ آوریل ۲۰۰۷) دانشمند در زمینه اخترشناسی اهل لهستان بود.
وی همچنین برندهٔ جوایزی همچون جایزه دنی هینمن در اخترفیزیک، مدال طلائی انجمن سلطنتی اختر شناسان، نشان هنری دراپر، مدال ادینگتون، و جایزه بروس شده‌است.

## زندگی
پاکزیسکی در ۸ فوریه سال ۱۹۴۰ در ویلنیوس، لیتوانی، بدنیا آمد. در سال ۱۹۴۵ خانواده وی تصمیم به عزیمت به لهستان گرفتند و در کراکوف مستقر شدند و سپس در سال ۱۹۴۹ به ورشو مهاجرت کردند. پاسیزیسکی در سن ۱۸ سالگی اولین مقاله علمی خود را در آستارا آسترومیکا منتشر کرد. بین سالهای ۱۹۵۹ و ۱۹۶۲ وی در رشته نجوم دانشگاه ورشو تحصیل کرد. دو سال بعد، وی تحت راهنمایی استفان پیوترروسکی و وودزیمیرز زون دکترا گرفت.
در سال ۱۹۶۲ پاچزیسکی به عضویت مرکز نجوم آکادمی علوم لهستان درآمد و در آنجا تقریباً ۲۰ سال به فعالیت خود ادامه داد. در سن ۳۶ سالگی جوانترین عضو آکادمی علوم لهستان شد.